# Porträtt av Francesco d'Este
Porträtt av Francesco d'Este är en oljemålning av den flamländske konstnären Rogier van der Weyden. Den målades omkring 1460 och ingår sedan 1931 i samlingarna på Metropolitan Museum of Art i München. 
Vid sidan av religiösa motiv målade van der Weyden flera porträtt av aristokrater såsom Porträtt av en dam och Porträtt av Anton av Burgund (se bildgalleri). Identiteten på denna person kan med någorlunda säkerhet fastslås genom Huset Estes heraldiska vapen och en inskription på tavlans baksida. Francesco d'Este, som föddes cirka 1429 och avled någon gång efter 1486, var illegitim son till Leonello d'Este, härskare över Ferrara där den Brysselbaserade konstnären besökte på 1450-talet. Francesco d'Este fick sin utbildning vid Filip den godes hov i Burgund. De eleganta linjerna i den porträtterades ansikte och händer återspeglar de egenskaper som etablerade Rogier van der Weydens som sin tids främste hovporträttmålare. I handen håller Francesco d'Este en hammare och en ring vars symbolik inte har lyckats att uttolkas.

## Relaterade målningar

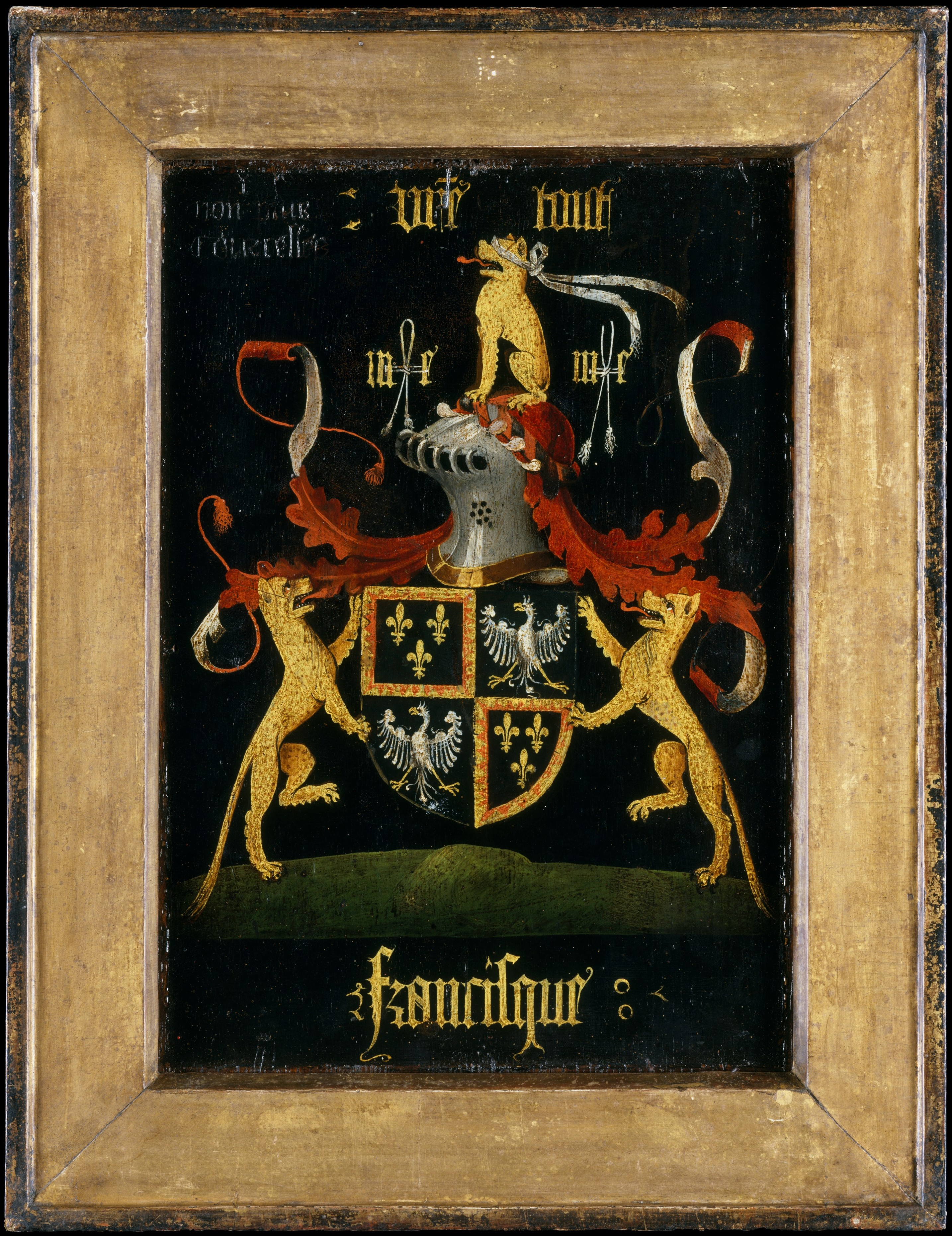
Baksidan.
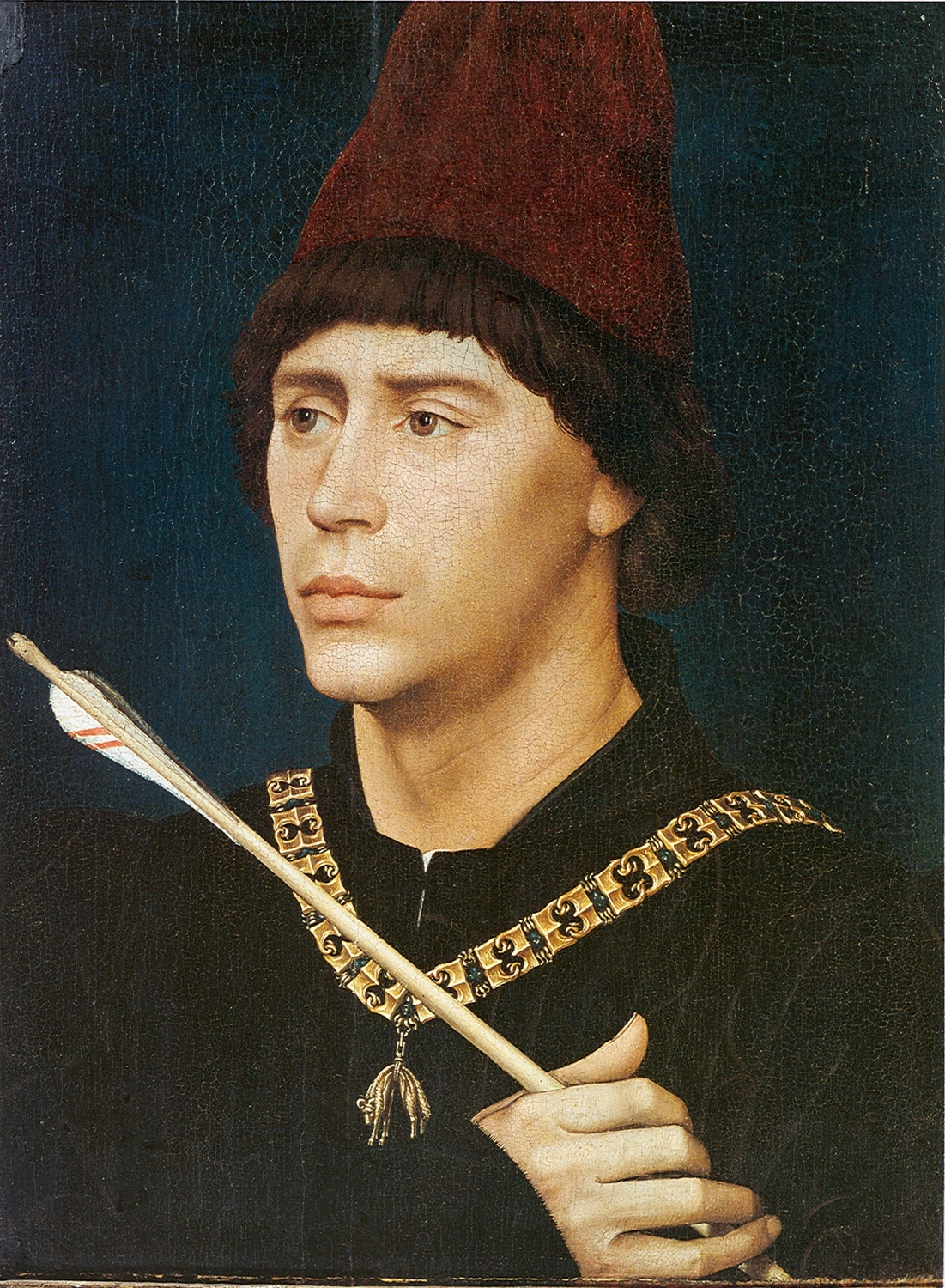
Rogier van der Weydens Porträtt av Anton av Burgund (cirka 1421–1422), Kungliga museet för sköna konster i Belgien.